# Hessen-Homburg

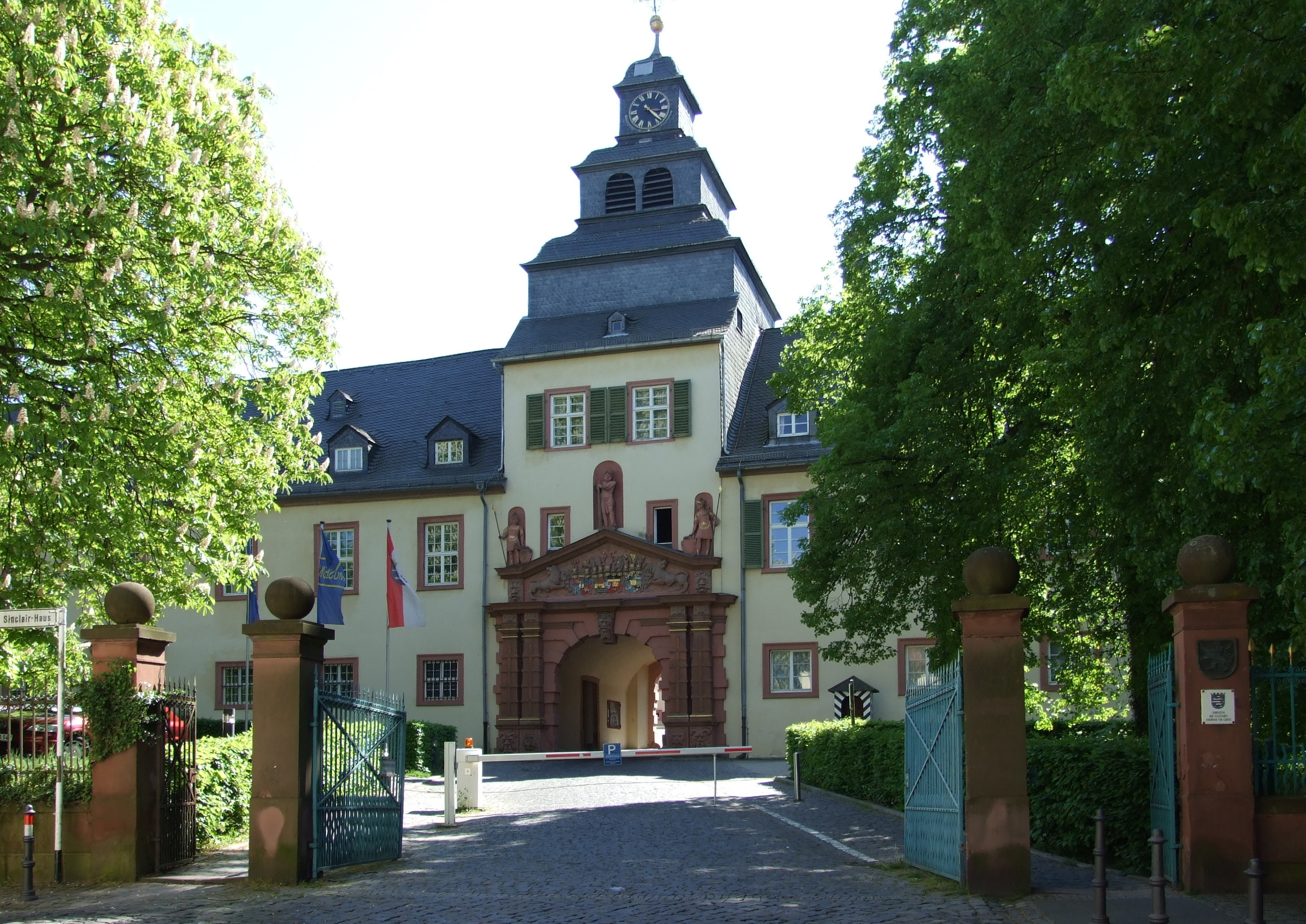
Eingang Homburger Schloss

Hessen-Homburg war im Heiligen Römischen Reich eine Landgrafschaft, bestehend aus der Herrschaft Homburg am Fuße des Taunus, der damals Die Höhe genannt wurde. Die regierenden Fürsten gehörten der Darmstädter Linie des Hauses Hessen an. Das Territorium war 1622–1768 sowie 1806–1815 Teil der Landgrafschaft bzw. des Großherzogtums Hessen-Darmstadt. Es lebte 1815, erweitert um die Herrschaft Meisenheim im Rheinland (zusammen 221 km²), als souveräne Landgrafschaft wieder auf. Mit dem Aussterben der hier regierenden Fürstenlinie im März 1866 fiel das Territorium wieder an Hessen-Darmstadt, das es noch im September des Jahres 1866 nach dem verlorenen Preußisch-Österreichischen Krieg an Preußen abtreten musste.

## Geschichte

### Altes Reich (1622–1806)
Die Landgrafen von Hessen-Homburg waren eine von 1622 bis 1866 bestehende Nebenlinie (Sekundogenitur) der Linie Hessen-Darmstadt im Haus Hessen. In Hessen-Darmstadt galt zwar, wie an vielen Fürstenhöfen, theoretisch die Primogenitur. In der Praxis wurden die jüngeren Söhne jedoch oft mit einem Landesteil ausgestattet. So auch Landgraf Friedrich I. von Hessen-Homburg (* 1585; † 1638), jüngster Sohn des in Hessen-Darmstadt regierenden Landgrafen Georg I. (* 1547; † 1609), als 1622 der regierende Darmstädter Landgraf Ludwig V. mit den vereinbarten Apanagezahlungen erheblich im Rückstand war. Friedrich I. erhielt Stadt und Amt Homburg vor der Höhe mit aller Hoch- und Obrigkeit, aber ohne landesherrliche Gewalt und sollte seine Apanage aus den Einkünften von Homburg bestreiten. Der entsprechende Vertrag wurde am 6. März 1622 geschlossen, die Übergabe von Homburg erfolgte am 13. Julijul. / 23. Juli 1622greg.. Landesherr blieb also reichsrechtlich weiterhin der Landgraf von Hessen-Darmstadt, auf den beispielsweise der Diensteid geleistet werden musste. Darmstadt hatte sich jedoch verpflichtet, jährlich 15.000 Gulden an Homburg zu zahlen, aber war dazu meist nicht in der Lage. Auch war im Staatsrecht der damaligen Zeit die Trennung zwischen landesherrlicher Gewalt und einer bloßen Überlassung von Landesteilen zu einer ökonomischen Nutzung (noch) nicht eindeutig vollzogen. So begannen schon früh die Versuche Hessen-Homburgs, unabhängig zu werden. 1768 gelang es, durch einen Hausvertrag, die sogenannte „Vergleichspunktuation“, den Verzicht Hessen-Darmstadts auf die Hoheitsrechte über Hessen-Homburg zu erreichen. In diesem Vertrag erhielt das Ländchen zwar eine weitgehende innere Souveränität, aber ob Hessen-Homburg von da an reichsunmittelbar wurde, wird u. a. von der Historikerin Barbara Dölemeyer angezweifelt: „Hessen-Darmstadt behielt sich nur die Beziehung zu Kaiser und Reich vor; es vertrat Hessen-Homburg auf Reichs- und Kreistagen und erhob die Reichs- und Kreissteuern auch für Homburg. Hessen-Homburg war demnach nie reichsunmittelbar … Daher kann man die von 1806–1816 dauernde Einleibung Homburgs in … Hessen-Darmstadt … wohl nicht als ,Mediatisierung‘ bezeichnen“.

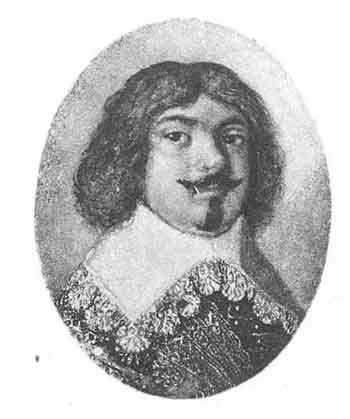
Friedrich I. von Hessen-Homburg

Hervorzuheben ist Landgraf Friedrich II., der Prinz von Homburg „mit dem silbernen Bein“ (* 1633; † 1708), schwedischer und brandenburgischer General, der mit seiner in brandenburgischen Diensten erworbenen Erfahrung eine merkantilistische Wirtschaftspolitik und gezielte Entwicklungsprojekte einführte. Dazu zählte die Ansiedlung hugenottischer Kolonisten in Friedrichsdorf. Den wirtschaftlichen Aufschwung dokumentiert der frühbarocke Schlossbau in Homburg.
Von 1648 bis 1681 spaltete sich die Linie Hessen-Bingenheim ab.
Bemerkenswert ist, dass fünf Landgrafen (Friedrich VI., Ludwig, Philipp, Gustav und Ferdinand) Träger des Militär-Maria-Theresien-Ordens waren.
Am Ende des Alten Reiches bestand Hessen-Homburg aus den Orten Dillingen, Dornholzhausen, Espa, Friedrichsdorf, Gonzenheim, Homburg, Köppern, Oberstedten, Seulberg und der Hälfte von Petterweil. Mit Vertrag vom 26. April 1803 wurde ein Gebietstausch zwischen Nassau-Usingen und Hessen-Homburg vereinbart, bei dem der nassauische Ort Kirdorf an Hessen-Homburg fiel und das 1785 erworbene Dorf Espa an Nassau.

### Deutscher Bund (1815–1866)
Als einziger der 1806 mediatisierten Fürsten erhielt Landgraf Friedrich V. 1815 in der Wiener Bundesakte sein Land zurück. Es wurde noch vermehrt um das Oberamt Meisenheim am Glan (176 km²), Teil des ehemaligen französischen Départements Sarre. Meisenheim hatte die doppelte Fläche der Stammherrschaft Homburg (85 km²); seine Einwohner stellten zum Homburger Jägerbataillon im Heer des Deutschen Bundes 150 Mann. Das Militär war in der Jägerkaserne stationiert.
Bis 1866 war Hessen-Homburg ein souveräner Staat im Deutschen Bund, dem es am 7. Juli 1817 nachträglich beitrat. Damit gehörte die Landgrafschaft als einziges deutsches Fürstentum nicht zu den Gründungsmitgliedern des Deutschen Bundes, sieht man von dem vom dänischen König regierten Herzogtum Schleswig ab.
Im Jahre 1828 trat Hessen-Homburg dem Mitteldeutschen Handelsverein bei. Für das Amt Meisenheim schloss sich die Landgrafschaft 1830 dem Preußischen Zollsystem und 1834 auch dem Deutschen Zollverein an. Für das Amt Homburg erfolgte 1836 der Anschluss an das Hessische Zollsystem und damit ebenfalls an den Deutschen Zollverein.
Am 8. Dezember 1837 trat Hessen-Homburg der am 25. August 1837 in München abgeschlossenen Süddeutschen Münzkonvention sowie am 20. November 1838 der am 20. Juli 1838 abgeschlossenen Dresdner Münzkonvention bei. Gemäß diesen Konventionen ließen die Landgrafen Ludwig und Philipp Münzen im Nennwert von ½, 1 und 2 Gulden sowie 1, 3 und 6 Kreuzer prägen. Am 24. Januar 1857 trat Hessen-Homburg auch dem Wiener Münzvertrag bei. 1858 bis 1863 wurden 38.000 Hessen-Homburgische Vereinstaler geprägt. 1849 wurde in Hessen-Homburg die Ausgabe von Banknoten diskutiert, dieser Plan aber nicht umgesetzt. Ab 1855 bestand in Hessen-Homburg die Homburger Bank als Notenbank, die bis 1876 Banknoten ausgab.
Entgegen den Bestimmungen von Artikel 13 der Bundesakte wurde in der Landgrafschaft Hessen-Homburg lange keine Verfassung gewährt. Erst im Rahmen der Märzrevolution erließ Landgraf Gustav am 3. Januar 1850 die Verfassung von Hessen-Homburg. 1848 wurde auch ein Landtag von Hessen-Homburg gewählt, der jedoch keinen wesentlichen Einfluss haben sollte. Am 20. April 1852 trat durch landgräflichen Erlass die Verfassung außer Kraft.
Als 1866 mit Landgraf Ferdinand der letzte männliche Vertreter des Hauses starb, war die dynastische Linie im Mannesstamm erloschen; das Land fiel laut Erbvertrag an Hessen-Darmstadt zurück und wurde nach dem Krieg von 1866 im Friedensvertrag vom 3. September 1866 an Preußen abgetreten. Preußen gliederte das Amt Homburg in die Provinz Hessen-Nassau ein, das Oberamt Meisenheim in die Rheinprovinz.
Mit dem Tode von Auguste Friederike in Ludwigslust am 1. April 1871 und ihrer Nichte Caroline in Greiz am 18. Januar 1872 starb die Linie Hessen-Homburg aus.

### Stimmrecht im Deutschen Bund
Im Bundestag des Deutschen Bundes 1815–1866 trugen die Vertreter der größeren deutschen Staaten Virilstimmen. Im Plenum hätte Hessen-Homburg nach Art. VI das Stimmrecht mit einer ganzen Stimme erhalten, nicht aber im Engeren Rat. Hier wurden die kleineren Bundesstaaten und die freien Städte bei Abstimmungen zu mehreren Gesamtstimmen, die nur als Kuriatstimme abgegeben werden konnten, zusammengefasst.
In Anbetracht der geringen Größe des Landes wäre es nur natürlich gewesen, dass Hessen-Homburg hier seinen Platz gefunden hätte. In völliger Verkennung dieser Tatsachen forderte man aber – mit Verweis auf die Verdienste in den Befreiungskriegen und die Zugehörigkeit zum alten hessischen Fürstenhaus – eine eigene Virilstimme sowie einen Platz unter den großen Fürstentümern. Auch das Kompromissangebot, in die Virilstimme Hessen-Darmstadts (als „Hessen-Darmstadt und Hessen-Homburg“) einbezogen zu werden, wurde abgelehnt. So manövrierte man sich für rund 20 Jahre ins politische Abseits. Erst unter der Regierung des Landgrafen Ludwig erhielt die Landgrafschaft das Stimmrecht. Die deutsche Bundesversammlung deklarierte am 17. Mai 1838 das Stimmverhältnis der Landgrafschaft mit einer Stimme im Plenum. Nun durfte es sich im Engeren Rat den in der 16. Gesamtstimme vereinigten Fürsten anschließen. Im Protokoll des Bundestages vom 9. September 1842 wurde Hessen-Homburg neben den reußischen Fürstentümern, Hohenzollern-Hechingen, Hohenzollern-Sigmaringen, Liechtenstein, Lippe-Detmold, Schaumburg-Lippe und Waldeck in der Liste der Staaten des Deutschen Bundes geführt.

## Regierung
Die Regierung der Landgrafschaft, also die oberste Verwaltungsbehörde, war organisatorisch in drei Abteilungen (I. Deputation bis III. Deputation) und die Regierungs-Kanzlei aufgeteilt. Das Regierungsgebäude war das Haus Dorotheenstraße 22, das spätere Amtsgericht Bad Homburg v. d. Höhe.
An der Spitze der Regierung stand ein Geheimer Rat.
- 1817–1818: Karl Philipp August Otto Ludwig Freiherr von Zyllnhardt, Dirigierender Geheimer Rat und Präsident
- 1820–1827: Johann Philipp von Hert, Dirigierender Geheimer Rat und Präsident sämtlicher Landeskollegien
- 1828–1832: Carl Friedrich Justus Emil (seit 1830 von) Ibell, Dirigierender Geheimer Rat und Präsident sämtlicher Landeskollegien
- 1832–1841: Vakant
- 1841–1847: Karl Bernhard von Ibell, Dirigierender Geheimer Rat
- (1847–1848): Ludwig Karl Wilhelm Henrich, prov. Regierungsdirektor
- 1848–1862: Christian Bansa, Geheimer Rat und Staatsminister
- 1862–1866: Georg Ferdinand Fenner, Dirigierender Geheimer Rat

Der zweite Mann in der Regierung war der Regierungsdirektor.
- 1818–1820: Carl Philipp Reichard, Regierungsdirektor
- 1820–1827: Johann Philipp von Hert, Geheimer Rat
- 1828–1834: Carl Friedrich Justus Emil (seit 1830 von) Ibell, Geheimer Rat
- 1835–1851, Ludwig Karl Wilhelm Henrich, Geheimer Rat, später Regierungsdirektor
- 1853–1861: Johann Wilhelm Zurbuch, Regierungsdirektor
- 1861–1866: Ferdinand Wernigk, Regierungsdirektor[7]

## Justiz in der Landgrafschaft Hessen-Homburg
Die Trennung von Justiz und Verwaltung wurde in der Landgrafschaft Hessen-Homburg nicht vorgenommen. Die Rechtsprechung in Zivilsachen erfolgte in der ersten Instanz durch das Justizamt Homburg bzw. das Oberjustizamt Meisenheim. Vergleichbar dem benachbarten Herzogtum Nassau entschieden die Amtmänner als Einzelrichter. Während im Amt Homburg das bisherige Recht der Landgrafschaft weitergalt, wurde im Oberamt Meisenheim der Code civil angewendet.
Als zweite Instanz fungierte die 1. Deputation der Landesregierung. Diese hatte mit Dekret vom 18. Februar 1818 die Aufgaben des bisherigen Hofgerichtes übernommen. Ein Gericht der dritten Instanz bestand in der Landgrafschaft nicht (und wäre aufgrund der geringen Größe auch nicht angemessen gewesen). Daher diente das Oberappellations- und Kassationsgericht in Darmstadt als dritte Instanz.

## Landgrafen von Hessen-Homburg 1622 bis 1866
- Friedrich I. (* Schloss Lichtenberg, 5. März 1585; † Homburg vor der Höhe, 9. Mai 1638/reg. 1622–1638)

1638–1648 vormundschaftliche Regierung der Landgräfin Margarete Elisabeth von Leiningen-Westerburg
- Wilhelm Christoph gen. Landgraf zu Bingenheim (* Ober-Rosbach, 13. November 1625 † Hamburg, 27. August 1681/reg. 1648–1669. Verkauft Stadt und Amt Homburg 1669 für 200.000 Gulden an seinen Bruder Georg Christian)

- Georg Christian (* Homburg vor der Höhe, 10. Dezember 1626; † Frankfurt am Main, 1. August 1677/reg. 1669–1671. Veräußert Stadt und Amt Homburg 1671 an zwei Kaufleute in Frankfurt; Landgraf Ludwig VI. von Hessen-Darmstadt löst die Verpfändung ein – von 1673 bis 1679 bleibt Hessen-Homburg bei Darmstadt)

- Friedrich II. gen. Prinz von Homburg; General der Kavallerie (Brandenburg) (* Homburg vor der Höhe, 30. März 1633; † Homburg vor der Höhe, 24. Januar 1708/löst 1679 das verpfändete Amt Homburg aus und reg. 1680–1708)

- Friedrich III. Jacob Gouverneur von Tournai, Gouverneur von Breda, General der Kavallerie (Niederlande) (* Berlin, 19. Mai 1673; † Hertogenbosch, 8. Juni 1746/reg. 1708–1746)

- Friedrich IV. Carl Ludwig Wilhelm (* Braunfels, 15. April 1724; † Homburg vor der Höhe, 7. Februar 1751/reg. 1746–1751)

1751–1766 vormundschaftliche Regierung der Landgräfin Ulrike Luise zu Solms-Braunfels
- Friedrich V. Ludwig Wilhelm Christian (* Homburg v. d. Höhe, 30. Januar 1748; † Homburg vor der Höhe, 20. Januar 1820/reg. 1766–1820)

1806–1815 mediatisiert zu Gunsten des Großherzogtums Hessen
- Friedrich VI. Joseph Ludwig Carl August General der Kavallerie (Österreich) (* Homburg vor der Höhe, 30. Juli 1769; † Homburg vor der Höhe, 2. April 1829/reg. 1820–1829)

- Ludwig Wilhelm Gouverneur der Bundesfestung Luxemburg/General der Infanterie (Preußen) (* Homburg vor der Höhe, 29. August 1770; † Luxemburg, 19. Januar 1839/reg. 1829–1839)

- Philipp August Friedrich Gouverneur der Bundesfestung Mainz / Feldmarschall (Österreich) (* Homburg vor der Höhe, 11. März 1779; † Homburg vor der Höhe, 15. Januar 1846/reg. 1839–1846)

- Gustav Adolf Friedrich General der Kavallerie (Österreich) (* Homburg vor der Höhe, 17. Februar 1781; † Homburg vor der Höhe, 8. September 1848/reg. 1846–1848)

- Ferdinand Heinrich Friedrich General der Kavallerie (Österreich) (* Homburg vor der Höhe, 26. April 1783; † Homburg vor der Höhe, 24. März 1866/reg. 1848–1866)

## Weitere Personen
- Anna Margarete von Hessen-Homburg (1629–1686), Herzogin von Schleswig-Holstein-Sonderburg-Wiesenburg
- Magdalene Sophie zu Hessen-Homburg (1660–1720), Regentin in der Grafschaft Solms-Braunfels
- Philipp von Hessen-Homburg (1676–1703), Hessen-Kasseler Kavalleriegeneral
- Wilhelmina Maria von Hessen-Homburg (1678–1770), deutsche Prinzessin und Regentin in der Grafschaft Varel-Kniphausen
- Franziska von Hessen-Homburg (1681–1707), Fürstin von Nassau-Siegen
- Ludwig Georg von Hessen-Homburg (1693–1728), nichtregierender Landgraf von Hessen-Homburg
- Ludwig Gruno von Hessen-Homburg (1705–1745), russischer Generalfeldmarschall
- Elisabeth von Großbritannien, Irland und Hannover (1770–1840), die „englische Landgräfin“